# Arthonia thelotrematis
Arthonia thelotrematis är en lavart som beskrevs av Coppins. Arthonia thelotrematis ingår i släktet Arthonia och familjen Arthoniaceae.   Inga underarter finns listade i Catalogue of Life.